# Anastassija Gennadjewna Wassina
Anastassija Gennadjewna Wassina Barsuk (russisch Анастасия Геннадьевна Васина Барсук, englische Transkription: Anastasia Vasina Barsuk; * 18. Dezember 1987 in Moskau) ist eine russische Beachvolleyballspielerin.

## Karriere
Wassina spielte 2008 ihre ersten Open-Turniere mit Swetlana Popowa. Im folgenden Jahr kam sie mit Galina Boiko beim Grand Slam in Gstaad erstmals in die Top Ten. Bei der Europameisterschaft in Sotschi wurde sie mit ihrer neuen Partnerin Jekaterina Chomjakowa ebenfalls Neunte, nachdem sie als Gruppendritter in der Vorrunde ausgeschieden war. 2010 wurde das Duo Neunter in Stavanger und Fünfter in Stare Jabłonki. Die EM in Berlin endete für die Russinnen wieder nach der Vorrunde.
2011 trat Wassina zunächst mit Jewgenija Ukolowa an, ehe sie beim Grand Slam in Peking ein neues Duo mit Anna Wosakowa bildete. Wassina/Wosakowa kamen bei der Weltmeisterschaft in Rom als Gruppenzweite in die erste Hauptrunde und unterlagen dort den Italienerinnen Cicolari/Menegatti. 2012 nahmen Wassina/Wosakowa am olympischen Turnier in London teil und belegten den neunten Platz.